# Diagonalturbine

Querschnitt durch eine Dériazturbine mit diagonal angeordnetem Leitapparat

Querschnitt durch eine Kwiatkowski-Turbine mit radial angeordnetem Leitapparat

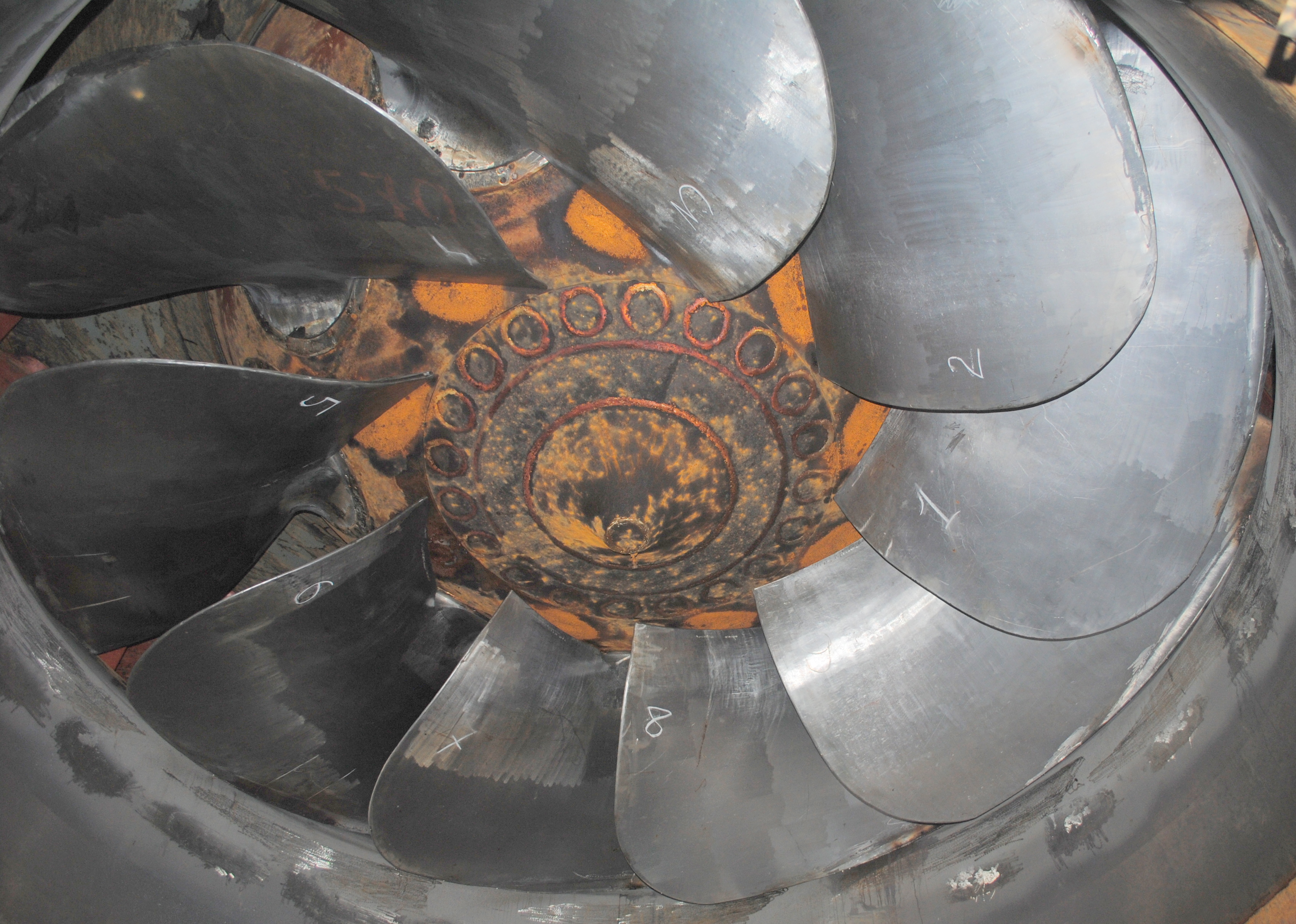
Diagonalturbine im Kolyma-Wasserkraftwerk

Die Diagonalturbine ist ein kaum verbreiteter Typ einer Wasserturbine, bei der das Laufrad diagonal durchströmt wird. Er stellt eine Sonderform der Kaplan-Turbine dar, die den Übergang zur Francis-Turbine bildet. Die beiden bekanntesten Bauformen sind die Dériaz-Turbine und die Kwiatkowski-Turbine.

## Technik
Die Strömung in der Turbine wird als diagonal bezeichnet, weil weder eine axiale Strömung, wie bei der Kaplan-Turbine, noch eine radiale Strömung wie bei der Francis-Turbine auf die Schaufeln des Laufrades trifft. Das Wasser trifft in einem Winkel deutlich kleiner als 90° zur Achse des Läufers auf die Schaufeln und verlässt sie auch wieder in dieser Richtung ohne in Richtung Achse abgelenkt zu werden. Im Vergleich zur klassischen Kaplan-Turbine können mit einer Diagonalturbine Fallhöhen zwischen 20 und 100 Metern ausgenutzt werden, die Durchflussmenge kann zwischen 5 und 300 m³/s liegen.
Die spezifische Drehzahl des Laufrades ist höher, die Schaufeln kürzer und der Radialanteil der Strömung geringer, sodass die Gefahr der Kavitation sinkt. Durch die verstellbaren Schaufeln können auch bei großen Fallhöhen gute Wirkungsgrade im Teillastbereich erzielt werden. Im Vergleich zu einer Kaplan-Turbine ist die Durchgangsdrehzahl, die Drehzahl, die bei plötzlichem Lastabwurf erreicht wird, kleiner, was wiederum Einsparungen bei der mechanischen Dimensionierung des Generators ermöglicht, weil dieser für kleinere Fliehkräfte dimensioniert werden kann.

## Dériaz-Turbine
Die Turbine wurde vom Schweizer Ingenieur Paul Dériaz bei English Electric entwickelt. Im Herbst 1952 war die theoretische Studie ausreichend fortgeschritten, sodass der erste Prototyp für hydraulische Versuche gebaut werden konnte.
Leitkranz- und Turbinenrad-Schaufeln sind diagonal angeordnet, die  Schaufeln am Rad sind drehbar gelagert. Die Dériaz-Turbine wird oft als Pumpturbine verwendet, weil sie im Vergleich zur Francis-Turbine einen besseren Wirkungsgrad hat, besser an verschiedene Fallhöhen angepasst werden kann und schnell vom Turbinenbetrieb auf Pumpenbetrieb umgestellt werden kann.
Die Umsteuerung der Drehrichtung erfolgt mit vollständig geschlossenen Schaufeln. Das ermöglicht einen leichten Anlauf im Pumpbetrieb, ohne dass das Turbinengehäuse entleert werden muss. Außerdem fließt in diesem Zustand kein Wasser zurück, weil die Schaufeln den Strömungskanal vollständig verschließen.

## Kwiatkowski-Turbine
Im Gegensatz zur Dériaz-Turbine ist der Leitapparat bei der Kwiatkowski-Turbine nicht diagonal, sondern wie bei einer Kaplan-Turbine radial angeordnet. Somit wird das Wasser erst nach Durchströmen des Leitapparates in die diagonale Richtung abgelenkt.

## Liste von Kraftwerken mit Diagonalturbinen
- In der Zentrale Culligran der Affric-Beauly-Kraftwerke in Schottland ist eine Dériaz-Turbine mit einer Leistung von 19 MW installiert. Sie wurde 1962 in Betrieb genommen und 2005 überholt.[8]
- Im Pumpspeicherkraftwerk Takami in Japan sind zwei Dériaz-Turbinen mit einer Leistung von je 100 MW installiert, die als Pumpturbinen betrieben werden. Die erste Maschine ging im Juli 1983, die zweite im April 1993 in Betrieb.[9][10]
- Im Kolyma-Wasserkraftwerk im Russischen Magadan sind vier Diagonalturbinen installiert. Die Inbetriebnahme erfolgte in den Jahren 1982 bis 1988, jede Turbine hat eine Leistung von 184 MW.[11][12]
- Im Kraftwerk der Seja-Talsperre ebenfalls in Russland sind sechs Maschinensätze mit Diagonalturbinen aufgestellt. Zwei Maschinensätze haben eine Leistung von 215 MW, die übrigen eine solche von 225 MW. In beiden russischen Kraftwerken werden Diagonalturbinen eingesetzt, um einen wirtschaftlichen Betrieb bei stark schwankender Fallhöhe sicherstellen zu können.